# Verbindbarkeitssatz von Menger
Der Verbindbarkeitssatz von Menger ist ein mathematischer Lehrsatz über eine grundlegende Fragestellung der Theorie der metrisch konvexen Räume und als solcher angesiedelt im Übergangsfeld zwischen den beiden mathematischen Gebieten Topologie und Geometrie. Der Satz geht (ebenso wie das Konzept des metrisch konvexen Raums) auf eine Arbeit des österreichischen Mathematikers Karl Menger aus den Jahren 1928 zurück.

## Formulierung des Satzes
Der Satz lässt sich angeben wie folgt:
Gegeben sei ein vollständiger metrischer und zugleich metrisch konvexer Raum {\displaystyle (X,d)}.
Dann gilt:
Zwischen je zwei Raumpunkten {\displaystyle x,y\in X} eines beliebigen Abstands {\displaystyle A=d(x,y)>0} gibt es stets eine kürzeste Verbindung in dem Sinne, dass das zugehörige reelle Intervall {\displaystyle [0,A]} eine isometrische Einbettung {\displaystyle \phi \colon [0,A]\rightarrow (X,d)} gestattet, welche die reelle Zahl {\displaystyle 0} auf {\displaystyle x=\phi (0)} und die reelle Zahl {\displaystyle A} auf {\displaystyle y=\phi (A)} abbildet.

## Verwandte Resultate
Mit dem mengerschen Verbindbarkeitssatz verwandt ist ein anderer Satz, dem eine ähnliche Fragestellung zugrunde liegt und der auf Stefan Mazurkiewicz zurückgeht:
In einem topologischen Raum {\displaystyle X}, der vollständig metrisierbar, zusammenhängend und lokal zusammenhängend ist, gibt es zu je zwei verschiedenen Raumpunkten {\displaystyle x,y\in X} stets eine offene Jordan-Kurve {\displaystyle \phi \colon [0,1]\rightarrow X}, welche {\displaystyle x=\phi (0)} mit {\displaystyle y=\phi (1)} verbindet.
Im Zusammenhang damit – und nicht weniger auch im Zusammenhang mit dem Verbindbarkeitssatz von Menger – ist ein weiterer Satz erwähnenswert, der unmittelbar folgt und von Ákos Császár in dessen Monographie General Topology als Satz von Mazurkiewicz-Moore-Menger (englisch Mazurkiewicz-Moore-Menger theorem) bezeichnet wird. Dieser Satz lautet:
Ist ein vollständiger metrischer Raum sowohl zusammenhängend als auch lokal zusammenhängend, so ist er schon bogenweise zusammenhängend und lokal bogenweise zusammenhängend.